# لاري كارلتون
لاري كارلتون (بالإنجليزية: Larry Carlton)‏ هو عازف قيثارة جاز ومغني وملحن ومنتج أسطوانات وعازف قيثارة أمريكي، ولد في 2 مارس 1948 في توررانسي في الولايات المتحدة.

## وصلات خارجية
- الموقع الرسمي
- لاري كارلتون على موقع IMDb (الإنجليزية)
- لاري كارلتون على موقع ميوزك برينز (الإنجليزية)
- لاري كارلتون على موقع أول ميوزيك (الإنجليزية)
- لاري كارلتون على موقع ديسكوغز (الإنجليزية)
- لاري كارلتون على موقع قاعدة بيانات الفيلم (الإنجليزية)